# ヤマハ・XJR
XJR（エックスジェイアール）とは、ヤマハ発動機が製造販売している空冷エンジン搭載のネイキッドタイプのオートバイであり、シリーズ車種として排気量別に数車種が生産されている。
通称「ペケジェイアール」と呼ばれる。
｢ペケジェイ｣や｢ペケジェー｣と呼ぶ人もいるが、全く別物である。（ヤマハ・XJ400が「ペケジェイ」の愛称で親しまれた事に由来する）。

## モデル一覧

### XJR1200
XJR1200は1994年に発売された。先行して発売されていたXJR400の大型自動二輪車仕様であり、車体種別はネイキッドタイプで、エンジンは4ストローク空冷・並列4気筒であるが、これは同社のツアラーモデルであるFJ1200から流用されたものであり排気量は1188 ccである。二輪用空冷4気筒エンジンでは世界最大の排気量である。
同時期に発売されたカワサキゼファー1100やホンダCB1000スーパーフォアのライバルモデルとして人気を博した。
1996年には、当該車種をベースにハーフカウルを装着し、併せてメーター類をハンドルマウントからカウルマウントに変更したXJR1200Rも発売された。基本モデルほどの台数は出ず数年間で生産終了となった。

### XJR1300
XJR1300は、XJR1200のフルモデルチェンジ版として1998年に発売された。エンジンは同じく4ストローク空冷・並列4気筒であるものの総排気量は1250 ccに増やされ一回りトルクアップを図った。1200との大きな違いはメッキシリンダーへ変更し放熱効果を高めている、さらに鍛造ピストンの採用によるエンジン性能のアップや、タイヤサイズやサスペンションセッティングの変更による走行性能の進化が図られた、また外装もリアフェンダーまわりが一新された、さらにエンジンカラーがブラックからシルバーへ変更された。1200同様大型車両の堂々たる風格と中型車並の軽やかな操作性を併せ持つのが特徴と言える。近年のカフェレーサーブームに伴い、海外ではカスタムベースとされている場合が多い。
2000年
車体全体に約200箇所に及ぶ改良を施され、アクセルレスポンスの向上、そして足回りを中心にトータルで8 kgの軽量化を達成した2世代目となる。
2003年
平成13年騒音規制に対応すべく、容量を増大したサイレンサーを採用。また、同社輸出用大型二輪車FZS1000と同型の軽量前後ホイールに換装。先に軽量化を達成していた2000年モデルと比較し、さらに2 kgの軽量化を達成した3世代目モデルとなる。ちなみに2004年より、全世界共通となる260 km/hフルスケールのスピードメーターが装備されている。
2006年
平成19年排出ガス規制に対応するため同型のエンジンとしては初めて燃料噴射装置を採用。また、サイレンサーは両側出しから右側集合となり、排気デバイスEXUPが採用された。
日本国内仕様は2017年にメーカーより生産終了が公表されている。

### 輸出仕様
ブレーキキャリパーに安価なタイプを使用し、リアサスペンションの調整機構を一部省略した輸出仕様も存在し、国内仕様モデルが100 PSなのに対し、こちらは106 PSの最高出力を発揮していた。
2015年モデルの欧州仕様よりモデルチェンジが行われ、ヘッドライトと燃料タンクを小型化し、シートレールの長さも縮めており、カフェレーサーを意識した車体デザインとなっている。なお欧州での車名は変更されていないが、日本への逆輸入を行なっているプレストコーポレーションでは XJR1300Cとして販売している。

### XJR400 / 400R / 400R-II
XJR400は1993年に販売された。1980年代前半に発売されていたヤマハ・XJ400のイメージを踏襲し、「空冷最速のネイキッド」を目指して開発された車両である。同時期に発売されていたホンダ・CB400スーパーフォア、カワサキ・ゼファーのライバルとして人気を博した。
1994年
初代から1年を経て、モデル名に「S」を冠したXJR400Sとしてモデルチェンジした。初代XJRから変更点はエンジンのトルク設定、燃調設定が変更となった。また、オーリンズ製のリアサスペンションを標準装備として採用した事が特徴的な変更点と言える。その一方で、後年にブレンボ製が装着される事になるフロントキャリパーは、XJR400Sでは以前と同じノーマルであった。
1995年
モデル名に「R」を冠したXJR400Rが発売された。先代のXJR400Sとの差別化が図られ、オーリンズ製リヤサスペンションに加えて、フロントブレーキにはブレンボ製キャリパーが装着された。
1996年
XJR400R2が発売された。ビキニカウルとデジタルメーターを装備し、黒メッキ仕様のマフラーなどが特徴のモデルである。なお、「R2」には2種類のモデルがあり、角形ライトでカウルが付いているモデルと、従来通りライトが丸形でオドメーターと燃料計がデジタルになっているモデルとが存在している。また、メッキマフラーを装備しているバージョンもあった。だが、このR2はあまり販売台数がない。デジタルメーターなどが目新しい以外にアピールポイントがなかったため市場に受け入れられず、販売不振に陥ってしまった。そのため、中古市場においては希少車となったものの、売れ残りの新古車が2000年代に入ってから市場に出回ることも珍しくない。
1998年
実質3度目のモデルチェンジとなる。燃料タンクの容量が18 Lから20 Lに変更になった。エンジンの塗装がそれまでの黒色から、同年デビューのXJR1300と共通イメージの銀色に変更を受ける。カラーラインナップは、シルバーとグリーンとレッドの全3色。
1999年
一部カラーリング変更のマイナーチェンジを受ける。カラーラインナップは、シルバーとグリーンが継続され、新たにブラックが登場。ボディーカラーがブラックのモデルのみエンジンが黒塗装となり、併せてマフラーも黒に変更される。
2000年
再度、一部カラーリング変更のマイナーチェンジを受ける。新色となるホワイトが登場し、黒色塗装のエンジンと黒のマフラーを装備。ブラック（黒エンジン・黒マフラー）およびシルバー（銀エンジン・メッキマフラー）は前年より継続となる。
2001年
4度目のフルチェンジでは250か所以上の変更を受けて各部を熟成。
2004年
4-2-1マフラー化と点火時期見直しで低中速での加速フィール向上、盗難抑止装置イモビライザーの装備、XJR1300同形状のメーター採用など、装備も熟成された。
2008年
2006年末に行われた色変更をそのまま継承。⌀41 正立フォーク、3.00-17/4.00-17ホイールにオーリンズ製リヤサス、1300と同じワンピース構造のスミトモ製MOSキャリパー+焼結パッドなど、ミドルクラスの枠にとらわれない上質感も売り。長い間販売され続けていたが、自動車排出ガス規制強化のため2008年9月に生産終了となった。